# Hans von Bülow
Hans Guido Freiherr von Bülow (Dresden, 8 de janeiro de 1830 – Cairo, 12 de fevereiro de 1894) foi um regente alemão, virtuoso pianista e compositor da era romântica. Como um dos condutores mais ilustres do século XIX, sua atividade foi fundamental para estabelecer os sucessos de vários dos principais compositores da época, especialmente Richard Wagner e Johannes Brahms. Ao lado de Carl Tausig, Bülow foi talvez o mais proeminente dos primeiros estudantes do virtuoso pianista, maestro e compositor húngaro Franz Liszt - fez a primeira apresentação pública da Sonata em Si menor em 1857 de Liszt. Ele se familiarizou, se apaixonou e eventualmente casou-se com a filha de Liszt, Cosima, que mais tarde o deixou para Wagner.  Conhecido por sua interpretação das obras de Ludwig van Beethoven, ele foi um dos primeiros músicos europeus a visitar os Estados Unidos.

## Vida
Foi aluno de Friedrich Wieck, mostrando um notável talento para o piano. Em 1848 entrou para a Universidade de Leipzig para estudar Direito. Porém, ao assistir a uma representação da ópera Lohengrin, de Richard Wagner, na ocasião regida por Liszt, decidiu tornar-se um músico profissional. Foi para Zurique, onde encontrou Wagner, de quem recebeu conselhos essenciais sobre regência orquestral. Entre 1851 e 1853 estudou piano sob a orientação de Liszt em Weimar. Bülow foi o primeiro pianista a tocar a Sonata em si menor de Liszt em Berlim. Foi também o solista na primeira execução do Totentanz.
Seu repertório era formado principalmente por composições de Beethoven. O amplo conhecimento que tinha da música para piano de Beethoven, aliado a um rigoroso senso pedagógico, permitiu-lhe ser o revisor de uma edição completa das 32 sonatas de Beethoven publicada à sua época. Mais tarde, acrescentaria ao seu extenso repertório composições de Brahms.
Casou-se com Cósima, filha de Liszt, em 1857. Cósima deu-lhe duas filhas. A presença da música de Wagner na vida de Bülow era constante e Cosima passou a admirar profundamente os dramas musicados wagnerianos, que influenciariam toda uma geração de músicos. Mas a adoração que Cosima tinha pela música de Wagner transformou-se em paixão pelo próprio compositor. Mesmo sabendo da traição de sua esposa, Bülow continuou regendo as obras de Wagner.
Entre 1855 e 1864 ocupou a cátedra principal de piano no Conservatório Stern em Berlim.
Em 1865, foi o maestro na primeira representação de Tristan und Isolde. Em 1868, regeu Die Meistersinger von Nürnberg. Em 1867, assumiu a direção do Conservatório da Baviera.
Finalmente, Cosima, que já tinha sido mãe de três filhos sem ser casada com Wagner, divorciou-se de Bülow em 1869 para poder casar-se com Wagner. Em 1882, Bülow casou-se com a atriz Maria Schanzer.
Bülow, que construíra fama como pianista e também como maestro, foi o solista na primeira execução do Concerto nº 1 para piano e orquestra de Tchaikovsky, em 1875, em Boston. Entre 1875 e 1876 apresentou 139 concertos, apenas nos Estados Unidos.
Esperando uma melhora em sua saúde, viaja para o Egito no começo de 1894, tendo vindo a falecer apenas tendo transcorrido poucos dias desde a sua chegada.
Compôs o poema sinfônico Nirvana, música incidental para a peça Júlio César de Shakespeare e, para piano, o Il Carnovale di Milano, a Rêverie Fantastique, uma tarantela e uma balada, além de paráfrases e transcrições de óperas de Gluck, Verdi, e Wagner, incluindo a primeira transcrição para piano de Tristan und Isolde. É de sua autoria a conhecida frase: "Os três grandes "Bs" da música", que faz referência a Bach, Beethoven e Brahms.

## Estreias notáveis

### Como maestro
- Wagner, Tristão e Isolda, Munique, 10 de junho de 1865
- Wagner, Die Meistersinger von Nürnberg, Hofoper, Munique, 21 de junho de 1868

### Como pianista
- Beethoven, ciclo completo de sonatas para piano
- Liszt, Sonata em Si menor, Berlim, 22 de janeiro de 1857
- Liszt, Totentanz para Piano e Orquestra
- Tchaikovsky, Concerto para piano nº 1, Boston, 25 de outubro de 1875

## Composições
- 6 Lieder, op. 1
- Rigoletto -Arabesken, op. 2
- Mazurka-Impromptu. Op. 4
- 5 Lieder, op. 5
- Convite à la Polka, Op. 6
- Rêverie fantastique, op. 7
- Ciclo de canções Die Entsagende, Op. 8
- Abertura e março para Júlio César de Shakespeare, op. 10
- Ballade, op. 11
- Cante polonais (após FH Truhn), op. 12
- Mazurka-Fantasie, op. 13
- Elfenjagd. Impromptu, Op. 14
- Des Sängers Fluch, Balada para orquestra, op. 16
- Rimembranze dell'opera Un ballo in maschera, Op. 17
- Trois Valses caractéristiques, op. 18
- Tarantella, op. 19
- Nirvana: symphonisches Stimmungsbild, Op. 20
- Il Carnevale di Milano, piano, op. 21
- Vier Charakterstücke, orquestra, op. 23
- Dois romances, op. 26
- Lacerta. Impromptu, Op. 27
- Königsmarsch, Op 28
- 5 Gesänge para coro misto, op. 29
- 3 Lieder von August Freiherrn von Loen, op. 30

## Transcrições de piano
- Christoph Willibald Gluck – Iphigenie in Aulis
- Richard Wagner:
  - Tristão e Isolda
  - Abertura do Die Meistersinger von Nürnberg
  - Paráfrase do quinteto do Ato III de Die Meistersinger
  - Faust Overture

- Weber:
  - Konzertstück in F minor
  - dois concertos para piano